# Megaselia tergitalis
Megaselia tergitalis är en tvåvingeart som beskrevs av Borgmeier 1961. Megaselia tergitalis ingår i släktet Megaselia och familjen puckelflugor. Inga underarter finns listade i Catalogue of Life.